# Ревякин, Руслан Владимирович
Руслан Владимирович Ревякин (род. 7 августа 1974) — российский хоккеист, нападающий.

## Биография
Воспитанник московских «Крыльев Советов». С сезона 1992/93 начал выступать за вторую команду клуба. 14 октября 1993 года в домашнем матче против магнитогорского «Металлурга» (2:4) провёл единственную игру в том сезоне в МХЛ. В сезоне 1994/95 сыграл три матча в IHL за Soviet Wings. В дальнейшем играл за команды «Северсталь» Череповец (1996/97), «Металлург» Новокузнецк (1997—1998), «Салават Юлаев» Уфа (1998/99), ЦСКА (1998/99 — 2000/01), СКА (2001/02), «Витязь» Подольск (2002/03), «Молот-Прикамье» Пермь (2002/03), «Титан» Клин (2003/04 — 2005/06).
Тренер команды «Русские витязи» Чехов (2009/10 — 2013/14), главный тренер «Молнии» Рязань (2015), тренер ХК «Рязань» (2015/16 — 2017/18), тренер «Торпедо» (2018).